# Apchon
 Apchon  es una población y comuna francesa, en la región de Auvernia, departamento de Cantal, en el distrito de Mauriac y cantón de Riom-ès-Montagnes.

## Demografía
| 510 | 455 | 352 | 313 | 257 | 242 |
| Para los censos de 1962 a 1999 la población legal corresponde a la población sin duplicidades (Fuente: INSEE [Consultar]) |     |     |     |     |     |

## Lugares y monumentos
- Ruinas de un castillo del siglo XV.